# Ред и закон: Одељење за специјалнe жртве (3. сезона)
Трећа сезона серије Ред и закон: Одељење за специјалне жртве је премијерно емитована на каналу НБЦ од 28. септембра 2001. године до 17. маја 2002. године и броји 23 епизоде. Серија је ове сезоне поново емитована петком у 22 часа.

## Продукција
После напада 11. 9. неколико чланова глумачке поставе и продукције добровољно се пријавило да помогне спасилачкој акцији. Уводне речи Стивена Зирнкилтона су такође промењене у само једној епизоди како би у серији била укључена следећа посвета:
Дана 11. септембра 2001. Њујорк је немилосрдно и злочиначки нападнут. Иако никаква почаст никада не може да излечи бол тог дана, продуценти серије „Ред и закон: Одељење за специјалне жртве“ ову сезону посвећују жртвама и њиховим породицама и ватрогасцима и полицајцима који нас свакодневно подсећају својим животима и храброшћу шта заиста значи бити Американац.
Када је епизода репризирана, изворне уводне речи су раћене на почетку. Промењена је и уводна шпица. НБЦ је наредио да се уводна шпица за трећу сезону поново монтира како би се уклониле слике Светског трговинског центра које су се виделе на почетку и на крају док шпице за претходне две сезоне нису накнадно мењане.
Пошто је Дејвид Џ. Бурк напустио серију на крају друге сезоне, Нил Бир је био једини директор серије и извршни продуцент током треће сезоне. Током продукције треће сезоне, Бир је убедио Аманду Грин да почне да пише сценарије. Гринова је раније служила као саветница за серију док је радила за полицију Њујорка. Епизода "Кривотворина" постала је њен деби као сценаристкиње. Тара Батерс и Мишел Фазекаш који су се такође придружили сценаристичкој екипи у трећој сезони уживали су у слободи да не морају да се састају са великом екипом у сценаристичкој соби. „Као исход тога, није било осећаја конкурентности. Радили смо на своју руку тако да је то било као да пишете сопствену мини-серију.“

## Глумачка постава
Сви чланови главне поставе из друге сезоне вратили су се у трећу сезону серије. Б. Д. Вонг се вратио да игра форензичког психијатра др Џорџа Хуанга. Првобитно је било уговорено да се појави у две епизоде на крају друге сезоне и две епизоде на почетку треће. Како је Вонг рекао: „Замолили су ме да дођем и урадим четири епизоде као неку врсту аудиције да виде да ли ће успети, а после те четири епизоде су ме замолили да останем.Сви чланови главне екипе друге сезоне вратили су се за трећу сезону серије. БД Вонг се вратио да игра форензичког психијатра др Џорџа Хуанга . Првобитно је био уговорен да се појави у две епизоде на крају друге сезоне и две епизоде на почетку треће. Како Вонг каже: „Замолили су ме да дођем и урадим четири епизоде као неку врсту аудиције, да виде да ли је успело, а после те четири епизоде су ме замолили да останем. [4] Вонг је заслужан за њујоршку емисију што му је пружила прилику да редовно глуми у позоришту. [5] Вонг је похвалио њујоршку серију јер му је пружила прилику да редовно глуми у позоришту.

## Улоге

### Главне
- Кристофер Мелони као Елиот Стаблер
- Мариска Харгитеј као Оливија Бенсон
- Ричард Белзер као Џон Манч
- Стефани Марч као ПОТ Александра Кабот
- Ајс Ти као Фин Тутуола
- Ден Флорек као Дон Крејген

### Епизодне
- Б. Д. Вонг као др. Џорџ Хуанг (Епизоде 1-11, 13-15, 17-18, 22-23)
- Тамара Тјуни као др. Мелинда Ворнер (Епизоде 1, 3-6, 9-11, 14, 21, 23)

## Епизоде
| Бр. у серији | Бр. у сезони | Наслов            | Редитељ            | Сценариста                                                                                    | Премијерно емитовање | Прод. код | Гледаоци у САД-у (милиони) |
| --- | ------------ | ----------------- | ------------------ | --------------------------------------------------------------------------------------------- | -------------------- | --------- | -------------------------- |
| 44 | 1            | "Потискивање"     | Хенри Џ. Бронштајн | Мерилин Озборн                                                                                | 28. септембар 2001.  | Е2310     | 15.80                      |
| Када је терапеуткиња помогла осамнаестогодишњој Меган Ремзи да се сети злостављања свог оца, она је пријавила родоскрнављење детективима Бенсоновој и Стаблеру у нади да ће спасти млађе сестре исте судбине. У почетку јој мајка није веровала, али се на крају цела породица окренула против оца, не обраћајући пажњу на његове просведе и доказе који не ваљају. Цела крхка породица касније постаје сумњива када је отац убијен. На крају је доказано да је Меган невина, а силовање лажно сећање које је поставила њена терапеуткиња. Меганина сестра признаје да случајно убила оца, а полиција хапси терапеуткињу и тера је на ненадмашну опасност. |              |                   |                    |                                                                                               |                      |           |                            |
| 45 | 2            | "Бес"             | Џин де Сегонзек    | Џудит Мекрери                                                                                 | 5. октобар 2001.     | Е2314     | 15.04                      |
| Три неповезана лица која су повезана са ранијим случајевима детрективке Бенсон, пронађена су обредно побијена. Испоставило се да је убица упућен на освету јер га је раније хапсила Бенсонова због чега је годинама робијао због злочина који није починио. Када се то открило, Бенсонова је збуњена због бола и осећа да је оманула у својој најважнијој дужности. Упркос претњи опасној по живот, она преузима случај и исправља ствар. |              |                   |                    |                                                                                               |                      |           |                            |
| 46 | 3            | "Отмица"          | Џејмс Квин         | Џонатан Грин и Роберт Ф. Кембел                                                               | 12. октобар 2001.    | Е2315     | 17.20                      |
| Када је беба отета од своје мајке у продавници прехрамбених производа, детективи Бенсон и Стаблер дошли су до Марка Санфорда, приватног заступника за усвајање са сумњивим пословним праксама. Истраживање службе за усвајање отвара случај од пре дванаест година који су изворно водили наредник Макс Грив и Дон Крејген, случај дванаестогодишњег дечака који је нестао убрзо пошто се родио, а његова мајка убијена. Капетан Крејген сарађује са Манчом како би решио случај. |              |                   |                    |                                                                                               |                      |           |                            |
| 47 | 4            | "Кров"            | Стив Шил           | Синопсис: Џонатан Грин и Роберрт Ф. Кембел Сценарио: Нил Бир, Џонатан Грин и Роберт Ф. Кембел | 19. октобар 2001.    | Е2318     | 15.44                      |
| Низ силовања у ком је свако насилније од претходног одвија се у заједници афроамериканаца. Детективи Бенсон и Стаблер одмах сумњају на познатог ХИВ-позитивног сексуалног преступника који је недавно пуштен из затвора, али он умире од превелике количине дроге и пронађен је на крову. Напади се настављају, а ћерка друга детектива Тутуоле је убијена. Како није откривено ништа, њен брат Родни Томпсон оптужује полицију да ограничава буџет због чега не може да реши случај. Тек када је пета жртва убијена, а која је издахнула на Томпсоновим рукама, детективи су добили оно што им треба како би ухватили убицу.                              |              |                   |                    |                                                                                               |                      |           |                            |
| 48 | 5            | "Заплет"          | Џин де Сегонзек    | Лиса Мери Питерсен и Дон ДеНун                                                                | 26. октобар 2001.    | Е2312     | 16.50                      |
| Познати лекар је убијен, а његова жена силована. Детективи Бенсон и Стаблер саслушавају отуђеног и немирног сина лекара из претходног брака. Такође проналазе бившег болесника који мрзи лекара. Кад је силоватељ напао бившу лекареву љубавницу, екипа схвата да и жена и љубавница знају више него што говоре. |              |                   |                    |                                                                                               |                      |           |                            |
| 49 | 6            | "Искупљење"       | Тед Кочев          | Џеф Екерл                                                                                     | 2. новембар 2001.    | Е2319     | 14.58                      |
| Детектив Стаблер сарађује са Џоном "Хоком" Хокинсом, нееуравнотеженим полицајцем "харамбашом" на Бенсонину жалост. Они покушавају да ухвате низног силоватеља и убицу. Њихов осумњичени је робијаш недавно пуштен из затвора који је хапшен пре неколико година због Хока. На жалост, долазе до закључка да не само да је грабљивац некоме други, већ и да је бивши робијаш невин за претходна убиства што значи да је Хок одговоран за слање невиног човека иза решетака. |              |                   |                    |                                                                                               |                      |           |                            |
| 50 | 7            | "Жртва"           | Лесли Линка Глатер | Синопсис: Хавијер Герило-Марко и Саманта Хауард Корбин Сценарио: Хавијер Грило-Марко          | 9. новембар 2001.    | Е2309     | 16.20                      |
| НН човек је пронађен убијен и сексуално напаствован у уличици близу геј бара. Детективи Бенсон и Стаблер откривају да жртва и његова супруга имају ћерку са цистичном фиброзом и да су радили у порно индустрији како би платили њене лекарске рачуне. Водећи сведок, иначе зависник од опојних наркотика, је разбеснео Фина због чега је он поново размишљао о својој полицијској улози. |              |                   |                    |                                                                                               |                      |           |                            |
| 51 | 8            | "Наслеђивање"     | Хуан Џ. Кампанела  | Синопсис: Кети Ебел, Мишел Фејзкас и Тара Батерс Сценарио: Кети Ебел                          | 16. новембар 2001.   | Е2311     | 14.50                      |
| Млада азијаткиња је тешко претучена и силована на месту провале. Бенсонова и Стаблер у почетку сумњају на чланове супарничке азијатске багре који су у спору око одане жртве. Ова теорија је постала неспорна када су пронађени друга жртва азијаткиња и низни силоватељ Дарел Гуан. Гуан је имао тешко детињство и осећао је да га чак ни рођена мајка не воли. Случај погађа Бенсонову јер је Гуан такође зачет током силовања. Суђење се усредсређује на утицај генетске предиспозиције насупрот животном васпитању према природи насиља. |              |                   |                    |                                                                                               |                      |           |                            |
| 52 | 9            | "Хранитељство"    | Глорија Муцио      | Дон ДеНун и Лиса Мери Питерсен                                                                | 23. новембар 2001.   | Е2317     | 14.86                      |
| Петогодишња девојчица је пронађена свирепо претучена на смрт у хранитељској породици. Детективи Бенсон и Стаблер истражују њене сложене породичне везе. Они откривају да је рођена мајка девојчице одувек покушавала да је врати из хранитељске породице. Затим истражују њеног интровентног полубрата. Капетан Крејген успева да дође до њега помоћу видео игре. |              |                   |                    |                                                                                               |                      |           |                            |
| 53 | 10           | "Подсмех"         | Константин Макрис  | Џудит Мекрери                                                                                 | 14. децембар 2001.   | Е2316     | 15.33                      |
| Тело младе жене пронађено је после наизглед несреће након еротског гушења. Детективи Бенсон и Стаблер прате њену везу са стрипером. Он открива да је са њом повезан јер су га групно силовале она и њене две пријатељице заступнице Амелија Чејс и Пам Адлер пошто су га везале лисицама за кревет током девојачке вечери. ПОТ Кабот помоћу случаја Тужилаштво против Либертеа тужи жене које заступа заступница око овог противзаконитог силовања мушкарца од стране жена. Истрага једне од жена Пам Адлер потом открива да је самоубиство заправо убиство јер је жртва планира да све призна и сведоччи против својих саучесница силоватељки.            |              |                   |                    |                                                                                               |                      |           |                            |
| 54 | 11           | "Моногамија"      | Константин Маиркс  | Мишел Фејзкас и Тара Батерс                                                                   | 4. јануар 2002.      | Е2323     | 17.71                      |
| Трудница је нападнута, а дете јој извучено из материце. Детективи Бенсон и Стаблер брзо траже бебу у нади да је још увек жива. Супруг жене изгледа потресен, али ускоро је откривено да га је она можда варала са грађевинским радником. Током предстојећег суђења, ПОТ Алекс Кабот тражи начин како да подигне оптужницу против супруга и избегне контроверзну теорију права на размножавање. |              |                   |                    |                                                                                               |                      |           |                            |
| 55 | 12           | "Заштита"         | Алекс Закрзуски    | Џонатан Грин и Роберт Ф. Кембел                                                               | 11. јануар 2002.     | Е2327     | 17.00                      |
| Шестогодишњег дечака је мајка оставила у болници пошто је упуцан. Детективи Бенсон и Стаблер траже његову несталу родбину како би пронашли стрелца док Манч покушава да дође до десетогодишњег брата дечака. На крају постаје јасно да је цела породица у опасности. |              |                   |                    |                                                                                               |                      |           |                            |
| 56 | 13           | "Чудо"            | Стив Шил           | Лиса Мери Питерсен и Дон ДеНун                                                                | 18. јануар 2002.     | Е2326     | 16.03                      |
| Мушкарац и жена су избодени током наводно романтичног сусрета у парку. Жени недостају глава и руке што отежава детективима Бенсоновој и Стаблеру да утврде имена жртава. Они ускоро откривају да је са местом злочина петљано и да је жена била службеница Савеза за спречавање свирепости према животињама "Менхетн". Ово их доводи до различитих људи из њеног удружења као и противника и младог социопате који је имао проблема са женом. Међутим, они ускоро откривају насилнијег осумњиченог који јој је био много ближи. |              |                   |                    |                                                                                               |                      |           |                            |
| 57 | 14           | "Кривотворина"    | Артур В. Форни     | Аманда Грин                                                                                   | 25. јануар 2002.     | Е2313     | 16.76                      |
| Тело жене пронађено је близу њених кола након што је силована. Пошто је Манч са штакама, Тутуола ради са Бенсоновом како би истражио шта је побуда и зашто је њен пртљажник био пун лажних лекова. Када је још једна жена, Френсис Џеснер, силована, она тврди да је силоватељ био полицајац који ју је затекао у саобраћају. Њихова потреба да ухвате полицајца порасла је када је Џеснерова поново отета. |              |                   |                    |                                                                                               |                      |           |                            |
| 58 | 15           | "Погубљење"       | Алекс Закрзуски    | Џудит Мекрери                                                                                 | 1. фебруар 2002.     | Е2325     | 17.05                      |
| За три дана низни убица Метју Бродусс биће погубљен у државном затвору у Новом Џерзију. Детектив Стаблер и др. Хуанг се тркају са временом како би утврдили да ли је он такође убио и силовао још једну жену, а исход ће обезбедити мир њеним родитељима. |              |                   |                    |                                                                                               |                      |           |                            |
| 59 | 16           | "Препознатљивост" | Џин де Сегонзек    | Синопсис: Стивен Беблер Сценарио: Кети Ебел и Џтивен Беблер                                   | 1. март 2002.        | Е2329     | 15.80                      |
| Супруга је рекла детективу Стаблеру да је њена другарица, болничарка у месној болници лечила четрнаестогодишњу жртву силовању која је одбила да пријави злочин полицији и својој породици. Стаблер одлучује да то истражи незванично уз помоћ детективке Бенсона. Они откривају да су она и њени другови из школе користили дрогу и алкохол, а та чињеница му је узнемирила породицу. |              |                   |                    |                                                                                               |                      |           |                            |
| 60 | 17           | "Надзор"          | Стив Шил           | Џеф Екерл                                                                                     | 8. март 2002.        | Е2328     | 16.40                      |
| Млада виолончелисткиња Кејси Џермејн нападнута је у свом стану. Детективи Бенсонова и Стаблер истражују диригента оркестра у ком је свирала Роберта Прескота. Они откривају да је био укључен у почетнички еротски филм и да је њен стан окружен скривеним камерама које је поставио ухода. |              |                   |                    |                                                                                               |                      |           |                            |
| 61 | 18           | "Кривица"         | Дејвид Плат        | Мишел Фејзкас и Тара Батерс                                                                   | 29. март 2002.       | Е2332     | 14.40                      |
| ПОТ Кабот ради са невољном сведокињом и њеном мајком на случају злостављања деце. Она прекорачује овлашћења како би пронашла доказе против злостављача. Чак шаље детективе Бенсонову и Стаблера да без налога претресу дечаков дом чиме је замало уништила случај и своју и њихове каријере. |              |                   |                    |                                                                                               |                      |           |                            |
| 62 | 19           | "Правда"          | Хуан Џ. Кампанела  | Лиса Мери Питерсен и Дон ДеНун                                                                | 5. април 2002.       | Е2331     | 16.60                      |
| Пасторка судије силована је и убијена. Судија је познат по изрицању строгих казни сексуалним преступницима. Међутим, породичне тајне су откривене када су детективи сазнали да се девојка дописивала са многим затвореницима које је осудио њен отац. |              |                   |                    |                                                                                               |                      |           |                            |
| 63 | 20           | "Похлепа"         | Константин Макрис  | Роберт Ф. Кембел и Џонатан Грин                                                               | 26. април 2002.      | Е2330     | 14.22                      |
| Супруга пословног човека пронађена је силована и искасапљена на поду кухиње. Пошто је Манч у пороти, Фин ради са Крејгеном док Бенсонова и Стаблер воде истрагу. Пошто су открили сличности са претходним нападом, детективи су прво посумњали на низног силоватеља. Ускоро, међутим, докази доводе до сложеног и злобног злочина. |              |                   |                    |                                                                                               |                      |           |                            |
| 64 | 21           | "Одрицање"        | Стив Шил           | Џудит Мекрери                                                                                 | 3. мај 2002.         | Е2334     | 16.70                      |
| Наркоманка је сексуално нападнута. Детективи Бенсонова и Стаблер у њеној ташни проналазе скоро потпуно распаднут прст бебе. Док траже и нападача и бебу, они сумњају да она можда крије податке ради заштите своје мајке или баке. Тутуола покушава да јој помогне тако што ће је послати на одвикавање. |              |                   |                    |                                                                                               |                      |           |                            |
| 65 | 22           | "Способност"      | Џад Тејлор         | Синопсис Џонатан Грин и Роберт Ф. Кембел Сценарио: Џеф Екерл, Џонатан Грин и Роберт Ф. Кембел | 10. мај 2002.        | Е2335     | 17.30                      |
| Жена пријављује да јој је двадесетдвогодишња ћерка са Дауновим синдромом трудна јер је силоватељ искористио њену невиност у вези са сексом. Детективи Бенсонова и Стаблер морају да се увере да није њена мајка била превише заштитнички настројена и забрањивала сношаје. Девојчин дечко који такође има Даунов синдром нуди да и он учествује у одгајању детета. ПОТ Кабот је морала да се умеша са својим надређеним како би решила спор мајке и ћерке о томе да ли ћерка треба да побаци или не. |              |                   |                    |                                                                                               |                      |           |                            |
| 66 | 23           | "Тишина"          | Стив Шил           | Патрик Харбинсон                                                                              | 17. мај 2002.        | Е2303     | 14.27                      |
| Убиство се десило у цркви. Детективи Бенсонова и Стаблер су открили да је цубицу црква потплатила како би га спречила да пријави да га је као малог свештеник сексуално злостављао. Он криви цркву јер му је одузела невиност и оптужио је свештеника, оца Мајкла да га је злостављао. |              |                   |                    |                                                                                               |                      |           |                            |